# Empecamenta meruana
Empecamenta meruana är en skalbaggsart som beskrevs av Hermann Julius Kolbe 1910. Empecamenta meruana ingår i släktet Empecamenta och familjen Melolonthidae. Inga underarter finns listade i Catalogue of Life.